# Eugenia gabonensis
Eugenia gabonensis là một loài thực vật có hoa trong Họ Đào kim nương. Loài này được Amshoff mô tả khoa học đầu tiên năm 1958.